# 南京玄武外国语学校
| 企业类型 | 教育机构                      |
| 建立时间 | 1996年                        |
| 所在地   | 中国，江苏，南京，珠江路653号 |
| 校园环境 | 市区                          |
| 董事长   | 陈发山                        |
| 校长     | 李玉鹏                        |
| 校训     | “让追求优秀成为习惯”          |

南京玄武外国语学校 ，英文名Nanjing Xuanwu Foreign Language School，简称玄武外校或玄外，成立于1996年，是南京市知名的民办学校。目前该学校有初中部和小学部，总共初一至初三拥有约1500名学生，共有36个教学班。南京玄武外国语学校教职员工绝大多数为年轻教师，主要毕业自南京师范大学。2002年、2003年、2004年、2005年、2006年玄武外校初中毕业生参加南京市中考，连续5年获得南京市中考第一名，建校十余年来，七次获全市中考第一名。2001-2015年，共15届毕业生，在名校林立的南京原六城区近百所公办民办中学参加的全市中考，玄外一直稳居前三名。

## 学校概况
玄武外校刚刚成立的时候，位于玄武区太平门路，后来搬迁至珠江路与城东干道交汇处。玄武外校不设置宿舍，所有学生均拥有南京市区户口，全部为走读学生。校内其余设施大体与南京其余初中相当，拥有电子化教室、多媒体礼堂等设施。玄武外国语学校创办初期，曾采用自主招生考试，后来由于教育机构所谓“电脑派位”制度，为维持学校生源仅仅对玄武区内户口学生进行摇号招生，此外还对计划外学生进行自主招生，每年为市内各大小学的优秀学生设立自主命题考试，录取40名免赞助费学生。玄武外校课时安排不同于南京多数初中，每天为9节课，每节课40分钟（区别于别的许多学校的8节45分钟课程）。

## 负面新闻
2021年3月，玄外一初二学生疑似因师生矛盾，从学校5楼跳楼身亡。事发后学校封锁消息，并在网上通过舆论引导推卸责任，有关此事的新闻也基本被删除。
2021年4月，玄外一位初三学生疑似因压力过大，在家跳楼身亡。